# Yenifakılı
Yenifakılı là một huyện thuộc tỉnh Yozgat, Thổ Nhĩ Kỳ. Huyện có diện tích 505 km² và dân số thời điểm năm 2007 là 6955 người, mật độ 14 người/km².